# 2011年-2012年モロッコ騒乱
2011年-2012年モロッコ騒乱（2011ねん2012ねんモロッコそうらん、英:2011-12 Moroccan protests）は、モロッコにおいて2011年2月20日から2012年春にかけて発生した、大規模な一連の反政府デモ行動とそれに付随する事件の総称。アラブの春運動に触発されて発生したこの騒乱は、2月20日運動を契機に組織化された。

## 発端
モロッコ騒乱は、他の北アフリカ諸国における「アラブの春」の騒乱および変革に触発されたものである。モロッコでは、警察の暴力、選挙汚職、政治的検閲、高い失業率に対する改善を含む、政治改革の要求が中心となった。

## 時系列

### 2011年
2月20日、数千人のモロッコ人が首都ラバトで集結し、「独裁政治を終えろ」「国民は憲法を変えたい」などのスローガンを唱えて、ムハンマド王に権力の一部を諦めるよう要求した。モロッコ財務大臣のサラフッディン・メズアールは市民が行進に参加すべきではないと発言したが、人々は議会の建物に向かい、警察は彼らを止めなかった。カサブランカでは別の抗議デモが行われ、マラケシュでも抗議デモが計画された。 略奪と大規模な無秩序がタンジェ、マラケシュ、アル・ホセイマ、シャフシャウエン、ララシュ、 クサール・アルケビール、フェズ、ゲルミン、テトゥアン、セフロウに拡大した。
新しい憲法、政府の変更、腐敗の終結を要求する平和的抗議で、数千人がラバト、カサブランカ、タンジェ、マラケシュの通りに溢れた。 首都ラバトのハッサン2世通りを行進しながら、デモ参加者はより多くの民主主義を国にもたらす新たな憲法を要求した。 彼らは、経済的な機会、教育改革、より良い保健サービス、生活コスト上昇への補助を目的に、スローガンを叫んだ。
AP通信はラバトに4000人が出席したと推定報道し、主催者は議会の外に2万人が集まったとした。内務省は、抗議者の総数を約37000人と推定した。
2月26日、フランス通信社（AFP）によると、カサブランカで約1000人の人々が政治改革を要求するデモを行った。 
3月13日、数百人のデモ隊がカサブランカに集まり、改革要求のデモを行った。警察が警棒を持って集会を蹴散らし、そこで数十人が負傷したこの暴動は 、デモ抗議始まって以来最も暴力的な介入と（新聞等に）書かれた。
3月20日、全国の60都市以上で多様な背景と関心を持つ35000人の市民が平和的な抗議デモに参加した。中には3月9日のムハンマド王の演説で発表されたものより多くの政治的変化を要求する者もいれば、改革を実現するべく圧力を与え続けたい者もいた。警察は介入しておらず、暴力行為は報告されなかった。
4月24日、モロッコじゅうで何千人もの人々が、腐敗の終了、独立司法、憲法改革、法制選挙、大学卒業者に対するより多くの雇用を要求する抗議デモを行った。
5月8日、何千人ものモロッコ人がマラケシュを行進して改革を要求し、4月28日のようなテロ攻撃に対する反対を表明した（4月28日にカフェの爆破テロ事件（負傷者17名）があり、モロッコ当局はアルカイダ系の容疑者3名を逮捕している）。
5月22日、モロッコ警察は何百人ものプロ運動家を首都の通りから数時間追いかけ、改革を求めるデモ行動を防ぐ努力をした。政府は、抗議者に対してゼロ・トレランスの新たな政策を実施しているように見えた。
6月5日、ラバトとカサブランカに約6万人の抗議者が集まり、その多数が警察の蛮行で死亡したカマル・アマリの写真を掲げた。この死は、デモ参加者に対する警察暴力がエスカレートしていると強く訴えるものとなった。
7月28日、サフィの裁判所前に数十人のデモ抗議者が集まって、不当に逮捕されたSebt Gzoulaのデモ参加者2人を解放するよう当局に要求した。2人は政府軍を攻撃するという虚偽の主張の下で逮捕された。
政府の改革を求めて、モロッコじゅうの都市で数千人が行進する抗議が毎週日曜日に続いていた。
9月18日、3000人の抗議者がカサブランカの通りを行進して、ここ数か月で最大のデモを行なった。

### 2012年
5月27日、数万人のモロッコ人がカザブランカの通りに出て、失業や他の社会問題への取り組みに政府が失敗している、アブデルイラーフ・ベン・キーラーン首相が約束した改革を実施しなかったと非難して、デモ抗議した。
7月22日、2月20日運動を主導した数百人の抗議者が、カサブランカにあるシディ・ベルヌシの労働者階級地区を行進し、政府の政策、社会のマージナライゼーションと腐敗に反対した。彼らはまた、君主ムハンマド6世 を中心とした支配的なエリート、Makhzenとして知られるモロッコ人富裕層を標的にした。抗議者らは後に警察暴力に会った。デモ終わりに突然、警察が路上販売業者や通行人を殴打し始め、その後、抗議者を追いかけて逮捕し始めた。
8月11日、カザブランカに約1000人が集まり、汚職反対や、価格急騰を非難したり、投獄された活動家の解放を求めるスローガンを唱えるデモを行った。ラバト大通り付近に集まった300人の人々は、反政府のバナーを振り回しながら、ベン・キーラーン首相とムハンマド6世を批判するスローガンを唱えた。活動家らは、燃料価格の急騰について公正発展党（PJD）を非難している。政府が手厚い補助金法案を取り下げた2012年6月にガソリン価格が20％上昇し、それが食料やその他基本商品のコストを引き上げた。彼らはまた、近代イスラム主義政党が社会的苦情に対処して汚職と戦うという公約を果たしていない、とも非難している。
8月23日、議会の外に集まった数十人の活動家が忠誠（bay'a）の儀式、これはラバトの宮殿で行われた政府職員がムハンマド王6世の前でひれ伏すもので、13年前の王の戴冠式を記念して7月30日に行われる年中行事、を廃止することを要求した。対立の活動家は、北アフリカ諸国で非常に敏感な問題に触れ、21世紀には不適切な「後進性」と「隷属（servitude)」の行事をモロッコにおいて永続させると述べている。デモ参加者の大半は、2月20日の若き運動のメンバーだった。
9月23日にラバトで約500人のデモ隊が行進し、腐敗や政治的拘留に抗議した。行進する大部分の若者たちは、2月20日運動のメンバーが牢から解放されるよう当局に促す内容のスローガンを唱えた。不穏な報告はなく、行進は平和的に終わった。 

## 国内対応
3月9日、テレビの生放送で、ムハンマド6世は民主主義と法の支配改善を目的とする包括的な憲法改革に着手するという決定を発表し、「起こっているダイナミックかつ深い改革に強い刺激を与えると確約する」ことを強調した。王は憲法改正に取り組む委員会の設置を発表し、6月までに草案が提案されて、憲法草案でモロッコ国民投票が行われるとした。
この委員会は、政府により招請されたにもかかわらず委員会活動への参加を拒否した、抗議運動の指導者らによって広く批判された。
4月14日、ムハンマド6世は、イスラム教主義者やサハラの独立運動家を含む、190人の囚人を恩赦した。

## 憲法改革案
6月17日のテレビ演説で、ムハンマド6世は7月1日の国民投票に是非を問う一連の改正憲法を発表した。改革の新たな提案はモロッコ人に広く支持され、国中で祝賀が行われた。ところが2月20日運動の指導者はこの提案を不十分だと拒否して、2011年6月19日に「本当の民主的憲法と議会君主制」を要求する抗議を継続するよう呼びかけ、投票の大規模なボイコットを呼びかけた。2011年6月29日、抗議者は国民投票のボイコットを要求した。
提案された改革が（国民投票を）通過して、首相と議会には行政権が与えられ、モロッコの公用語にはアラビア語と共にベルベル語や、サハラウィ族の間で話されているアラブ・ハッサニ語も加わった。同改革案は、首相が公務員を任命して議会を解散する権限（以前は王により保有されていた権力）を与えた。しかし、国王は軍の最高司令官のままであり、閣僚会議の議長及び 最高安全保障理事会（保安政策を担当する主要機関）の議長としての地位を維持している。新しい憲法規定はまた、国における最高の宗教的権威として王の役割を規定している。
7月30日のテレビ演説で、王は議会選挙をはじめとする憲法改正が速やかに実施されるべきだと述べ、「いかなる遅れもこの信頼の原動力を危うくし、新しい改革により提供される機会を浪費することになりかねない」と付け加えた。選挙を監督する内務省と約20の政党との交渉の後、政府は来年9月の予定日に代えて11月11日に議会選挙を実施するべきだと提案した。
2011年9月11日に多数の抗議者が再び通りに出て、同18日にも出た。

## メディア基盤
この運動を喧伝したメディア基盤の1つがMamfakinchで、フランス語とアラビア語を中心に（英語でも）コンテンツを出版する共同ウェブサイトである。「Mamfakinch」は「利権なし」を意味する。このウェブサイトは2月20日のデモで興奮した若いモロッコ人によって始められ、モロッコの社会的、経済的、政治的改革を模索した。さまざまな政治的説得を主張する彼らだが、自由と人権という民主的価値観の信念を共有している。同サイトは、モロッコ政府を批判するのを恐れず、スピーチや情報へのアクセスの自由な権利を促進する。Mamfakinchは正確な情報を提供しようと努める市民発のメディア源で、他の主流メディアが誤って伝えたり、故意に歪曲したり、完全に無視するようなものを扱う。  
2012年、Mamfakinchは「インターネット上の言論の自由の権利を守り、促進する」というGoogle/Global Voices Breaking Borders Award を受賞した。

## 死傷者
2011年2月20日、抗議デモの最中に、発砲した抗議者によって破壊されたアル・ホセイマの銀行内で、5つの遺体が発見された。目撃者によると、遺体は銀行を略奪しようとしていた暴動団だった。
2011年6月2日、伝えられるところでは3日前に目撃されたサフィ市の暴動中に男性が怪我を負って死亡した。公式レポートによれば、抗議への不安定な健康状態での参加が、死因となる合併症を引き起こした。